# 502-й важкий танковий батальйон (Третій Рейх)
502-й важкий танковий батальйон (Третій Рейх) (нім. schwere Panzerabteilung 502, s PzAbt 502) — важкий танковий батальйон вермахту часів Другої світової війни, що мав на озброєнні важкі танки Tiger I і Tiger II.

## Історія
502-й важкий танковий батальйон був сформований 25 травня 1942 року в Бамбергі (XIII військовий округ) з двох танкових рот на базі 35-го навчального танкового батальйону (нім. Panzer-Ersatz-Abteilung 35). 23 липня 1943 року Гітлер віддав наказ відправити перший підрозділ, укомплектований танками «Тигр» на Ленінградський фронт. 19 та 20 серпня батальйон першим у вермахті отримав важкі танки «Тигр».

### Блокада Ленінграда
Наприкінці серпня 1942 року 1-ша танкова рота прибула в район станції Мга під обложеним Ленінградом для проведення випробувань у бойових умовах важких танків Tiger I. 16 вересня 1942 року в районі південніше Ладозького озера підрозділ вперше узяв участь у бою. 22 вересня під час перетинання дамби один «Тигр» застрягнув у багнюці, перегорнувся та опинився під вогнем радянських військ. Попри чисельні запеклі спроби витягнути танк з поля бою з-під вогню противника, німцям це не вдалося, тому рішенням командування танк 25 листопада був підірваний на місці. Це була перша бойова втрата серед важких танків «Тигр».

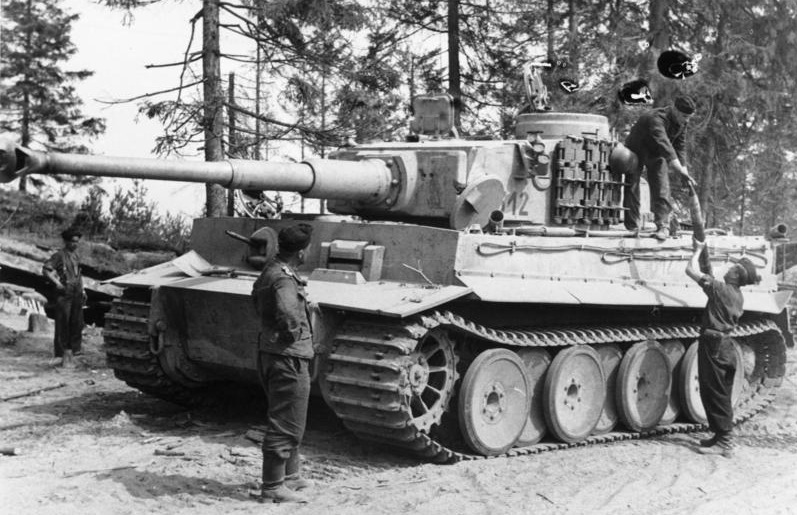
Німецький важкий танк Tiger I 502-го танкового батальйону під Ленінградом. 21 червня 1943

14 січня 1943 року при проведенні операції «Іскра» радянськими військами був підбитий та захоплений один з танків 502-го танкового батальйону. За кілька днів був захоплений трофеєм ще один «Тигр». Обидва танки були негайно переправлені до Кубинки для всебічного аналізу та проведення випробувальних стрільб по німецьких важких танках для виявлення їхніх найуразливіших місць.
1 квітня 2-га та 3-тя танкові роти завершили формування й прибули до решти батальйону під Ленінград у травні 1943 року. У червні у зв'язку зі змінами в штаті, 1-ша рота була переозброєна на Tiger I, тоді як решта залишилися укомплектованими «Тиграми» та Panzer III.
Протягом 1943—1944 року 502-й важкий танковий батальйон брав активну участь у боях на Східному фронті, бився в районі Ладозького озера, під Невелем, у північній Білорусі прикривав відхід головних сил німецької групи армій «Північ» з-під Ленінграда. З лютого до квітня 1944 року змагався під Нарвою, відбиваючи спробу Червоної армії прорватися в Естонію. У квітні-травні бої під Псковом, у липні під Даугавпілсом.
Літом 1944 року батальйон бився в Литві, брав участь в обороні Ризі. Після того, як радянські війська прорвалися до Балтійського моря, 502-й батальйон був поділений на дві частини: 1-ша та 2-га роти оборонялися поблизу Клайпеди, 3-тя билася в оточенні в Курляндському котлі.
У листопаді 1944 року останні танки 502-го батальйону передали на поповнення до 501-го важкого танкового батальйону, особовий склад був евакуйований Балтійським морем до Німеччини.
5 січня 1945 року 502-й батальйон перейменували на 511-й важкий танковий батальйон і відправили під Кенігсберг у район Піллау. 1 квітня підрозділу передали з заводу Henschel-Werke останні 8 танків Tiger II. 27 квітня 1945 року батальйон втратив у бою свій останній танк.
За часи боїв на Східному фронті до моменту капітуляції 9 травня 1945 року особовий склад 502-го важкого танкового батальйону залічив на свій рахунок 1400 підбитих радянських танків та близько 2000 гармат і мінометів. Батальйон втратив за цей час 105 танків Tiger I і вісім Tiger II.

## Командування

### Командири
- майор Ріхард Маркер (нім. Richard Märker) (серпень — листопад 1942);
- гауптман Артур Вулшлаейгер (нім. Artur Wollschlaeger) (листопад 1942 — 7 лютого 1943);
- майор Ріхтер (нім. Richter) (лютий — липень 1943;
- гауптман Фрідріх Шмідт (нім. Friedrich Schmidt) (липень — серпень 1943);
- гауптман Ланге (нім. Lange) (серпень — жовтень 1943);
- майор Віллі Яхде (нім. Willy Jähde) (28 жовтня 1943 — березень 1944);
- майор Шванер (нім. Schwaner) (квітень — серпень 1944);
- гауптман фон Форстер (нім. von Foerster) (серпень 1944 — 5 січня 1945).

## Нагороджені батальйону
Нагороджені батальйону
|  | Кавалери Золотого Німецького Хреста                                                                        | 3                                                                                          |
|  | Кавалери Лицарського хреста Залізного хреста з Дубовим листям                                              | 2 (№ 535 лейтенант Отто Каріус — 27.07.1944 № 581 лейтенант Йоганнес Бельтер — 10.09.1944) |
|  | Кавалери Лицарського хреста Залізного хреста                                                               | 10                                                                                         |
|  | Кавалери Почесної відзнаки Сухопутних військ «Почесна застібка на орденську стрічку для Сухопутних військ» | 1                                                                                          |

- Нагороджені Сертифікатом Пошани Головнокомандувача Сухопутних військ (1)

## Відомі військовослужбовці батальйону
- лейтенант Отто Каріус — понад 150 підбитих танків (точна кількість невідома);
- лейтенант Йоганнес Бельтер — 139 підбитих танків (точна кількість невідома);
- фельдфебель Альберт Кершер — 100+ підбитих танків (точна кількість невідома);
- унтер-офіцер Альфредо Карпането — 50+ підбитих танків (точна кількість невідома);
- ? Гайнц Крамер — 50+ підбитих танків (точна кількість невідома);
- ? Йоханн Мюлер — 50 підбитих танків (точна кількість невідома);